# Creative MuVo

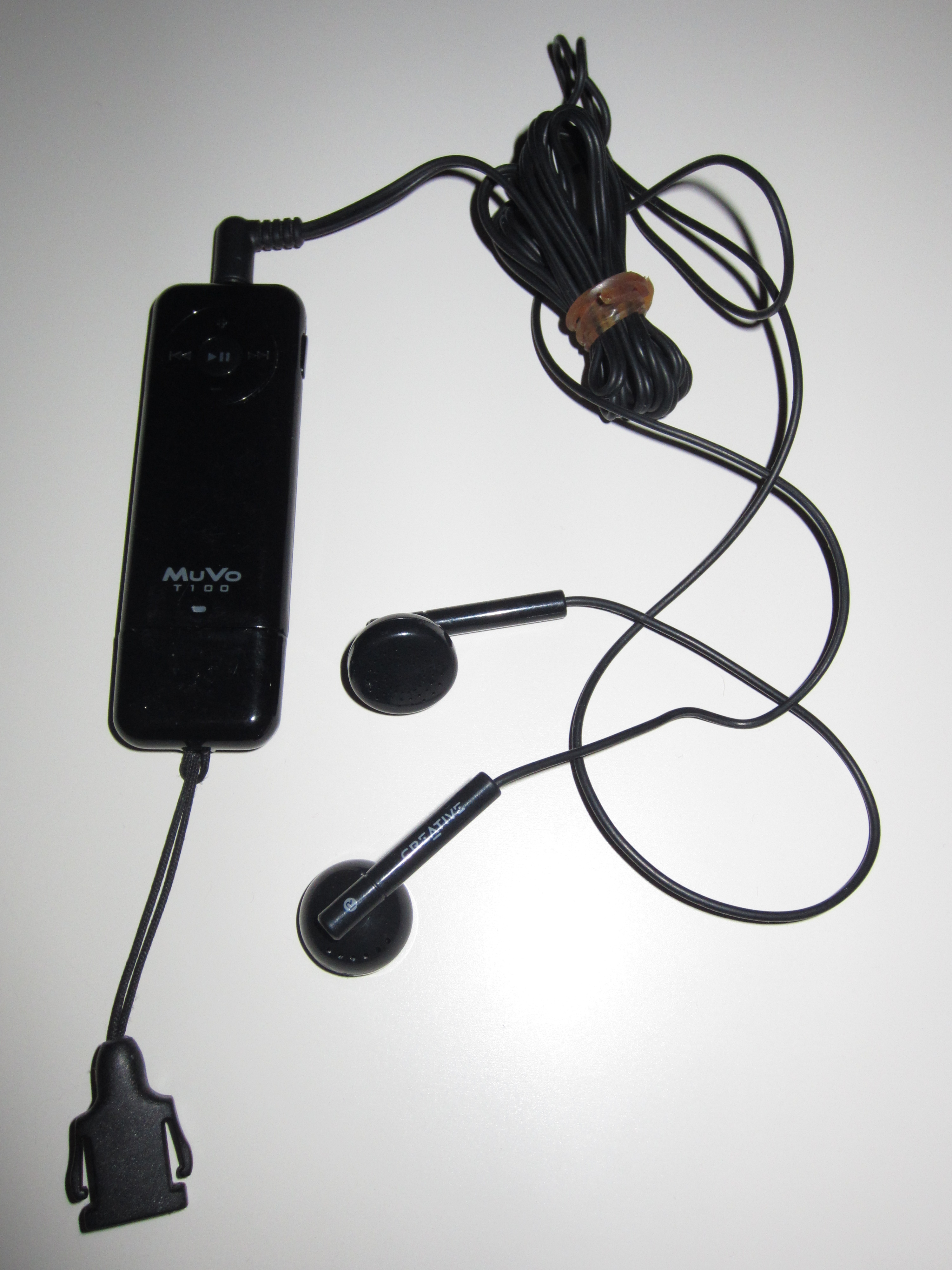
Creative MuVo T100

Creative MuVo är en linje av portabla musikspelare som tillverkas av Creative.

## Historia
Den första MP3-spelaren kom år 2003 och hette bara Creative MuVo. I Sverige kom denna att kallas Creative NOMAD MuVo. Den kom i storlekarna 64MB samt 128MB och spelade MP3 och WMA.
De flesta MuVo musikspelare drivs på ett AAA-batteri, några senare modeller drivs emellertid på en – via USB – uppladdningsbar Litium-cell.
De flesta MuVo musikspelare levereras med enkla öronsnäckor, även dessa märkta Creative.

## Modeller
- MuVo
- MuVo NX
- MuVo USB 2.0
- MuVo TX
- MuVo TX FM
- MuVo V200
- MuVo Sport C100
- MuVo Slim
- MuVo² XT
- MuVo²
- MuVo² FM
- MuVo Mix
- MuVo Micro N200/ZEN Nano/Nano Plus
- MuVo Chameleon
- MuVo Vidz
- MuVo V100
- MuVo S200
- MuVo T100
- MuVo T200